# Pinetop Perkins
Pour les articles homonymes, voir Perkins.
 (mai 2025).
Pinetop Perkins, de son vrai nom Joseph William Perkins, est un pianiste de blues américain, né le 13 juillet 1913 à Belzoni (Mississippi) et mort le 21 mars 2011 à l'âge de 97 ans.

## Biographie
En 1950, il tourna avec Earl Hooker avant de remplacer Otis Spann dans l'orchestre de Muddy Waters.
Il meurt le 21 mars 2011 à 97 ans.

## Discographie

### Disques personnels
- 1976 : Boogie Woogie King
- 1988 : After Hours
- 1991 : Hot Blues from a Cold Place (enregistré en Islande)
- 1992 : Pinetop's Boogie Woogie
- 1993 : Portrait of a Delta Bluesman
- 1995 : Live Top (avec the Blue Flames)
- 1997 : Born in the Delta
- 1998 : Legends (avec Hubert Sumlin)
- 2003 : Heritage of the blues (Hightone Records)
- 2005 : Ladies Man (MC Records) avec Marcia Ball, Ruth Brown, Odetta, Deborah Coleman...
- 2010 : Joined at the Hip avec John Primer, Willie Big Eyes Smith

### Participations
- 2002 : Snooky Pryor & his Mississippi Wrecking Crew (Electro-fi Records) avec Jeff Healey
- 2007 : Breakin it up, breakin it down" (Epic, live 1977) avec Muddy Waters, Johnny Winter, James Cotton, Bob Margolin

## Filmographie
- 1980 : The Blues Brothers, courte apparition
- 1987 : Angel Heart
- 2004 : Godfather and sons de Marc Levin
- 2005 : Mountain stage : an evening with ... avec Buddy Guy et The Holmes Brothers (live in Charleston West Virginia)

## Récompense
Pinetop Perkins a reçu en 2011 le Grammy Award du meilleur album de blues traditionnel pour Joined At The Hip. Avec cette récompense, reçue quelques semaines avant sa mort, il est la personne la plus âgée à avoir remporté un Grammy Award.